# Mocarze (obraz Wiktora Wasniecowa)
Mocarze (ros. Богатыри) – obraz autorstwa rosyjskiego malarza Wiktora Wasniecowa, namalowany między rokiem 1881 a 1898, znajdujący się w zbiorach Galerii Tretiakowskiej w Moskwie.

## Okoliczności powstania obrazu
Znaczna część twórczości Wiktora Wasniecowa, powstała od końca lat 70. XIX wieku, była zainspirowana rosyjskim folklorem, legendami, podaniami oraz literaturą staroruską. Malarz uważał bohaterów tego typu opowieści i utworów za wcielenie ideałów osobowych ludu rosyjskiego. Popularyzowanie ich postaci traktował jako element kształcenia Rosjan, przypominania im o chwalebnych wydarzeniach w przyszłości i tworzenia dumy narodowej. Mocarzy Wasniecow uważał za najważniejszy swój obraz o takiej tematyce.

## Opis i wymowa obrazu
Na obrazie przedstawieni zostali trzej bohaterowie staroruskich legend: od lewej Dobrynia Nikiticz, Ilja Muromiec i Alosza Popowicz. Wszyscy trzej siedzą na koniach, są ubrani w zbroje i hełmy, uzbrojeni odpowiednio w miecz, włócznię i łuk, gotowi do podjęcia walki. Oczy bohaterów są zwrócone w lewą stronę. Jak opisywał sam twórca, Mocarze nie ilustrują żadnego konkretnego epizodu z legend o Dobryni, Ilii i Aloszy, lecz starają się ukazać ich popularny, ogólny obraz – bohaterowie wędrują po ruskim stepie, rozglądając się, czy nie nadchodzą wrogowie miejscowej ludności, ani czy nikt nie potrzebuje ich pomocy. Wojowie zostali ukazani na otwartej przestrzeni, w pagórkowatym stepie porośniętym częściowo zeschniętą trawą oraz niskimi iglastymi drzewkami. Ich postacie zostały poddane monumentalizacji, rysy twarzy postaci są uszlachetnione. Mimo tego Wasniecow dokonał zróżnicowania psychologicznego sportretowanych bohaterów: z bojowym wyrazem twarzy Dobryni i Ilji kontrastuje spokojniejsza, bardziej liryczna twarz Aloszy. W ten sposób mityczni bohaterowie stają się bliżsi odbiorcy, możliwi do naśladowania.
Grupa trzech bohaterów legend została przedstawiona w spokojnym, stepowym krajobrazie, namalowanym rytmicznymi liniami. Sugeruje on pokojowy charakter narodu rosyjskiego, stającego do walki jedynie w razie konieczności obrony.